# 佐藤晴美
佐藤 晴美（さとう はるみ、1995年6月8日 - ）は、日本の女性ファッションモデル、ダンサー。Flower、E-girlsの元メンバー。山形県天童市出身。LDH JAPAN所属。

## 略歴
小学2年生から中学2年生まで山形県にある「Dance Studio MPF」に通う。その後、福島県にある「Dance Studio ViVid」に通う。
2011年、「VOCAL BATTLE AUDITION 3」のダンスパフォーマンス部門に合格し、Flower、E-girlsに加入。
2017年10月、立候補にてE-girlsのリーダーに就任。

### モデル
2012年3月、『東京ガールズコレクション』でモデルデビュー。
2013年7月発売のファッション雑誌『Ray』9月号から同誌の専属モデルとして活動。2020年に同誌を卒業した。表紙登場回数は通算6回で、そのうち3回が単独表紙だった。
その後は『sweet』『BAILA』などのレギュラーモデルとして活動する。

## 人物
- 兄が1人、姉が1人いる[1]。
- E-girlsのメンバー楓との高身長コンビは"ツインタワー"と呼ばれていた[13]。楓が専属モデルを務める『CanCam』の2018年3月号ではツインタワーが表紙を飾った。当時『Ray』の専属モデルを務めていた佐藤が『CanCam』の表紙に登場することは異例だった[14]。

## 出演

### テレビドラマ
- 恋文日和 第8話（2014年2月25日、日本テレビ） - 和田享子 役[15]
- HiGH&LOW〜THE STORY OF S.W.O.R.D.〜（2015年10月 - 12月、日本テレビ） - 押上 役[16]
  - HiGH&LOW Season2（2016年4月 - 6月）[17]
- マリーミー!（2020年10月 - 12月、ABCテレビ） - 吉浦和歌 役
- 推しが上司になりまして（2023年10月 - 12月、テレビ東京） - マキ 役[18]

### 配信ドラマ
- ブスの瞳に恋してる2019（2019年9月 - 11月、FOD） - 花山結花 役

### 映画
- ROAD TO HiGH&LOW（2016年5月） - 押上 役
  - HiGH&LOW THE MOVIE（2016年7月）[17]
  - HiGH&LOW THE MOVIE 2 / END OF SKY（2017年8月）[19]
  - HiGH&LOW THE MOVIE 3 / FINAL MISSION（2017年11月）[19]
- ウェディング・ハイ（2022年3月12日） - 山下沙和 役[20]

### 舞台
- 方南ぐみ企画公演 朗読劇「青空」（2019年8月）[21]
- BOOK ACT「芸人交換日記」（2020年2月）[22]

### テレビ番組
- アナザースカイ（2021年8月 - 9月、日本テレビ） - クールMC[23]
- ガルバト -GIRLS BATTLE AUDITION-（2025年8月 - 、日本テレビ）[24]

### 配信番組
- E-girls meets ダンスバトルドキュメンタリー（2019年3月 - 4月、ひかりTVチャンネル+）[25]

### ランウェイ
- 東京ガールズコレクション
  - 東京ガールズコレクション 2012 SPRING/SUMMER（2012年）[要出典]
  - 東京ガールズコレクション in 名古屋 2012（2012年[26]
  - 東京ガールズコレクション 2017 AUTUMN/WINTER（2017年）[27]
  - 東京ガールズコレクション 2018 SPRING/SUMMER（2018年）[28]
  - 東京ガールズコレクション 2018 AUTUMN/WINTER（2018年）[29]
  - 東京ガールズコレクション しずおか2019（2019年）[30]
  - 東京ガールズコレクション 富山 2019（2019年）[31]
  - 東京ガールズコレクション 2019 AUTUMN/WINTER（2019年）[32]
  - 東京ガールズコレクション しずおか 2020（2020年）[33]

- GirlsAward
  - GirlsAward 2012 AUTUMN/WINTER（2012年）[34]
  - GirlsAward 2015 AUTUMN/WINTER（2015年）[35]
  - GirlsAward 2017 AUTUMN/WINTER（2017年）[36]
  - GirlsAward 2019 AUTUMN/WINTER（2019年）[37]

- 関西コレクション 2013 SPRING/SUMMER（2013年）[38]
- 神戸コレクション 2014 SPRING/SUMMER（2014年）[39][40]
- 東京ランウェイ 2014 SPRING/SUMMER（2014年）[41]

### CM
- コーセー「ファシオ」（2018年）
- ミスタードーナツ
  - 「Tap! Tap! Tapioca!」（2019年）
  - 「コットンスノーキャンディ」（2019年）
- 洋服の青山（2019年）[42]

### ミュージックビデオ
- JAY'ED「Here I Stand -Dance ver.-」（2017年）
- CrazyBoy「アムネジア」（2021年）[43]

### その他
- コーセー「Sports Beauty UV Wear」イメージキャラクター（2018年）[44]
- PEACH JOHN ミューズ（2022年）[45]
- 第34回「日本一の芋煮会フェスティバル」アンバサダー（2022年）[46]
- モンテディオ山形「ブッチギレ隊長」（2023年 - 2024年）[47][48]

### 始球式
- 【パーソル パ・リーグ公式戦】 千葉ロッテマリーンズ vs 北海道日本ハムファイターズ 16回戦（2024年7月19日、ZOZOマリンスタジアム）[49]

## 書籍

### 雑誌連載
- Ray（2013年9月号[9] - 2020年、主婦の友社） - 専属モデル

### 写真集
- ハルミイロ（2017年8月29日、主婦の友社）ISBN 978-4074261765[13]

### スタイルブック
- sweet特別編集 H（2021年3月12日、宝島社） ISBN 978-4299005496[50]